# François Ruhlmann
Pour les articles homonymes, voir Ruhlmann.
François Ruhlmann, né le 11 janvier 1868 à Bruxelles et mort le 4 juin 1948 à Paris 7e, est un chef d'orchestre belge.

## Biographie
Il apprend le hautbois et travaille la direction d'orchestre au Conservatoire de Bruxelles. Il est hautboïste dans l'Orchestre royal de la Monnaie sept ans durant. En 1892 il débute comme chef d'orchestre à Rouen, puis tient la baguette au Grand Théâtre de Liège, à Anvers en 1896, au Théâtre de la Monnaie de 1898 à 1904. 
Il dirigea la création mondiale ou parisienne de nombreux opéras notamment :
- Les Pêcheurs de Saint Jean de Charles-Marie Widor (26 décembre 1905)
- Le roi aveugle d'Henry Février (8 mai 1906)
- Les Armaillis de Gustave Doret (9 novembre 1906)
- Ariane et Barbe-Bleue de Paul Dukas (Opéra-Comique, Paris, 10 mai 1907)
- Le Chemineau de Xavier Leroux  (6 novembre 1907)
- La Habanera de Raoul Laparra (Opéra-Comique, Paris, 26 février 1908)[3]
- Snégourotchka de Nikolaï Rimski-Korsakov, (première à Paris 22 mai 1908)
- Chiquito, le joueur de pelote de Jean Nouguès (30 octobre 1909)
- Macbeth d'Ernest Bloch (Opéra-Comique, Paris, 2 novembre 1910)
- L'Heure espagnole de Maurice Ravel, (Opéra-Comique, Paris, 19 mai 1911)
- Thérèse de Jules Massenet (création parisienne à l'Opéra-Comique, 19 mai 1911, la même soirée que L'Heure espagnole)
- Bérénice d'Albéric Magnard (15 décembre 1911, création de l’œuvre, Opéra-Comique, Paris)
- La sorcière de Camille Erlanger, (18 décembre 1912)
- La Lépreuse de Sylvio Lazzari (7 février 1912)
- La Vie brève de Manuel de Falla (création parisienne à l'Opéra-Comique, 6 janvier 1914)
- Mârouf, savetier du Caire de Henri Rabaud (15 mai 1914)
- Lorenzaccio d'Ernest Moret, (19 mai 1920)
- Esther, princesse d'Israël d'Antoine Mariotte) (28 avril 1925)